# 赵抒音
赵抒音（1923年7月7日—2002年10月8日），原名赵书英，中国女演员，出生于河南开封，在《还我故乡》、《万象回春》、《今天我休息》、《李双双》等影片中饰演了重要角色。赵抒音曾先后服务于國民革命軍第二十集團軍妇女宣传队、中国电影制片厂和上海电影制片厂等团体，和章超群育有三子一女。

## 家庭背景
祖父赵炳勋，出身贫寒，16岁时从家乡山西闻喜县来到开封，在一个钱庄从学徒做到伙计，靠积蓄进入建筑行业，1901年主持了开封行宫的修葺工程，后又陆续经营了金店、酒馆等生意，并购置了三圣庙后街和西大街两处房产。
赵抒音的父亲赵维诚是赵炳勋之三子，出生于1893年。1911年从河南法政学堂毕业后，追随时任河北省乐亭县县长的二哥赵维新工作了一段时间，20年代在北京富连成科班旁听学习司鼓，后回到开封组织了业余的丙子剧社。30年代初在河南赈务会工作，曾邀请到梅兰芳在开封赈灾义演。晚年在西安从事戏曲活动工作，死于1947年。
赵抒音的母亲朱紫丰是江苏无锡人，出生于1894年，十岁随其母逃难到开封。和赵维诚结婚后，朱紫丰不再出外做事。两人育有儿子赵书年、大女儿赵书文、二女儿赵书真、三女儿赵书英，三女儿后来改名为赵抒音。

## 幼年经历和妇女宣传队
1923年7月7日，赵抒音出生于三圣庙后街的家中。1928年，祖父赵炳勋经营的金店倒闭，赵炳勋气急而亡，赵抒音一家仅靠父亲赵维诚在河南赈务会的月薪维持生活。尽管如此，赵抒音仍从小培养了唱歌、跳舞、运动等爱好，读小学时就参加了学校里的歌舞表演，还经常自行模仿电影中的人物的语言、动作。
1936年，小学毕业后，赵抒音考入私立教会学校静宜女中。随着日本军队入侵中国，1938年，开封也开始频繁收到防空警报，人心惶惶。赵抒音的大姐赵书文带着弟弟赵书年，随夫迁居武汉；二姐赵书真参加了二十集团军所属三十二军的话剧团；赵抒音在母亲的陪同下，报名加入了二十集团军总司令部直属的妇女宣传队，成为妇宣队中最小的成员。妇宣队驻扎在静宜女中校园内，赵抒音在妇宣队中参与了《张家小店》、《“九一八”以来》、《卖花女》等话剧的排演。在河南考城县短暂巡演后，妇宣队被调回开封，又随着前线战事失利，先后转移到许昌、郏县、汉口、长沙，最后随同集团军干部家属撤退到湖南永州。
在永州，妇宣队和其他团体交流、合作，排演了《毒药》、《有钱出钱有力出力》、《放下你的鞭子》等话剧和《我们在太行山上》、《黄河大合唱》、《游击队之歌》、《救亡歌》等新歌。赵抒音主要饰演遭受压迫的妇女、无家可归的受难者，她与角色年龄相仿，背景相似，观众能够感受到流露出的感情，因此她成为妇宣队的主要演员。
1939年，妇宣队迁到湖南桃源。在桃源，妇宣队开办了眷属子弟小学、士兵文化班、民众夜校、妇女识字班等。赵抒音在这些学习班中教唱歌和认字。和她一起从事宣传工作的王品素，也是她的同乡、好友，后来成为上海音乐学院声乐系教授，培养了才旦卓玛、何纪光等歌唱家。在桃源期间，三十二军的话剧团解散，二姐赵书真也加入了妇宣队。

## 辗转求学和工作
1940年初冬，二十集团军总司令商震被调回陪都重庆任职，妇宣队没有司令部编制，因此随商震前往重庆，合并入军政部妇女工作队。妇女工作队名义上的队长是何应钦夫人王文湘，她的秘书李成翠负责实际工作。在妇女工作队，赵抒音参与排演了杨村彬的多幕话剧《战歌》，饰演樱娘，导演是中国电影制片厂（“中制”）的著名演员陶金，舞台灯光设计则由中制的章超群担任。陶金是章超群的姐夫；后来章超群成为了赵抒音的男友。
由于政治气候变化的原因，妇女工作队队员陆续离开，赵抒音和赵书真考进教育部战区学生进修班，随后又被分到位于江津县白沙的国立第十七女子中学。赵抒音在这里就读初二年级，赵书真就读高三年级。1943年，赵抒音完成了初中学业，迫于经济压力，经陶金介绍，加入了位于重庆北碚的教育部实验演剧队，参与排演了曹禺编剧的话剧《蜕变》，一人分饰两角，还负责一些服装和化妆工作。工作三个月后，由于担心一个势力很大的国军少将心存不轨，离开了实验演剧队。同年9月，回到十七女中（已改名为国立女子师范学院附属中学）继续就读高一年级。在学校期间，赵抒音排演了以红楼梦为题材的话剧《郁雷》，反串饰演贾宝玉。
1944年5月，章超群前往昆明工作，赵抒音随男友一同离开重庆，在昆明考取云南大学附属中学高二年级。然而，同年秋天，日军进攻广西，昆明局势紧张，12月，章超群和赵抒音两人从昆明出发，回到重庆，在路途中两人结婚。

## 中国电影制片厂
在重庆，赵抒音加入了中制，并正式由赵书英改名为赵抒音。她的第一部电影是史东山导演的故事片《还我故乡》，替代怀孕的阮斐饰演陈苗影。男主角是陶金。
1945年，《还我故乡》拍摄即将完成时，传来了日本无条件投降的消息。中制的编导、演员多数来自上海，赵抒音带着刚出生的孩子章辉远，随章超群、陶金等一行八十余人取道长江水路，经过南京转乘火车回到上海。
在上海，中制的演员被调整到附属的中国万岁剧团，赵抒音参与了《清宫外史》第一部和第三部、《红尘白壁》等话剧的排演。一年后，中制决定恢复拍故事片，赵抒音在电影《万象回春》中饰演了女主角蓝碧华。期间赵抒音还参与了《铁》、《黑名单》等故事片的拍摄，但是由于种种原因没有完成。
1949年4月，中国人民解放军渡过长江，逼近上海。中制计划迁往台湾。赵抒音正怀孕在家休息，和章超群商量后，二人借故请假，留在上海。秋天，女儿章依白出生。

## 上海电影制片厂
1949年5月27日，解放军占领上海，上海军管会文教委员会接管了中制，和原上海各影业公司、原抗战演剧队和解放军文工团共同组建了上海电影制片厂。赵抒音参加了厂里组织的学习，年底加入了中国新民主主义青年团。1950年，赵抒音参演了冼群导演的《女司机》。1951年，始于批判《武训传》的文艺整风运动开展，赵抒音在国营上海第十七棉纺厂工作了九个月。1952年，儿子章煌远出生，为了拍摄周煌导演的科教片《无痛分娩》，赵抒音又在产科医院生活了两个月，次年2月科学教育电影制片厂成立，《无痛分娩》成为该厂出品的首部影片。
1953年，赵抒音参加了独幕剧《妇女代表》的排演，饰演主角张桂容。后来该剧又被搬上银幕，电影版主角仍由赵抒音扮演。这期间，赵抒音还拍摄了《不能走那条路》、《伟大的起点》、《小白旗的风波》等片。1956年春，儿子章耀远出生。
1956年9月，“百花齐放、百家争鸣”成为中国共产党的文艺方针，在这一背景下，赵抒音参加拍摄《谁是被抛弃的人》，但是在1958年初拍摄完成时，政治风向已转为反右，此片未能通过审查。赵抒音参与拍摄了《常青树》、《大跃进中的小主人》、《海上明灯》、《聂耳》等影片。1959年10月，赵抒音在喜剧片《今天我休息》中扮演了女主角刘苹。1961年和张瑞芳联袂出演了《李双双》。1963年，又出演了《金沙江畔》。
1966年，文化大革命展开。文革初期，赵抒音没有受到冲击，但是一年后，1967年11月，赵抒音被要求接受审查。1969年11月，赵抒音被送到上海郊区的五七干校，在托儿所小班做保育员。1971年，干校全体大会宣布赵抒音的审查结果是“属于敌我矛盾性质，按人民内部矛盾处理”，因此得以回厂。回厂后，赵抒音参加排演话剧《赤脚医生》，后改编为电影《春苗》。1973年拍摄新版《渡江侦察记》，扮演陈老奶奶。
文化大革命结束后，赵抒音又出演了多部影片，包括1979年拍摄的《蓝光闪过之后》、《玫瑰香奇案》、《我们的小花猫》，1980年拍摄的《海之恋》、《飞吧，足球》、《爱情啊你姓什么》，1982年拍摄的《小城细雨》等等。
1984年6月，赵抒音退休。退休后，赵抒音主要精力集中在家庭生活，但也仍在一些作品中出演角色，包括1986年的电视连续剧《在水一方》、1996年的电视剧《今天我离休》等等。
2000年，赵抒音经历了一次程度较轻的中风。2001年，再度中风，这次中风对于赵抒音的记忆产生了一些影响，但是仍坚持参与了电视剧《越活越明白》的拍摄。2002年10月8日，赵抒音第三次中风，抢救无效逝世。